# Jolanta Kowalska
Jolanta Kowalska, również jako Jolanta Kowalska-Pawlikowska (ur. 29 kwietnia 1983 w Krakowie) – polska śpiewaczka (sopran) i pedagog.

## Życiorys
Absolwentka Akademii Muzycznej w Krakowie (klasa śpiewu Agnieszki Monasterskiej, dyplom z wyróżnieniem) oraz Guildhall School of Music and Drama w Londynie (dyplom z wyróżnieniem). Laureatka międzynarodowych konkursów wokalnych. Od 2003 członkini zespołu Capella Cracoviensis. Pedagog na Wydziale Wokalno-Aktorskim Akademii Muzycznej w Krakowie ze stopniem doktora sztuki.

## Wybrane nagrody
- 2008: Bach Singers Prize w Londynie - I nagroda[3]
- 2008: XVI Leipzig International Bach Competition - nagroda specjalna Christa Bach-Marshall Foundation[4]
- 2011: XIV Międzynarodowy Konkurs Sztuki Wokalnej im. Ady Sari w Nowym Sączu - III nagroda[5]